# Jessie Fleming
Jessie Alexandra Fleming (London, Ontario, Canadá; 11 de marzo de 1998) es una futbolista canadiense. Juega como centrocampista y su equipo actual es el Portland Thorns FC de la National Women's Soccer League de Estados Unidos. Es internacional con la Selección de Canadá desde 2013, de la cual desde 2024 es la capitana.

## Clubes
| Club               | País           | Año         |
| ------------------ | -------------- | ----------- |
| UCLA Bruins        | Estados Unidos | 2016 - 2019 |
| Chelsea F. C.      | Inglaterra     | 2020 - 2024 |
| Portland Thorns FC | Estados Unidos | 2024 - Act. |

## Palmarés

### Club

#### Chelsea
- FA WSL: 2020-21
- FA Women's League Cup: 2020-21
- FA Community Shield: 2020

### Internacional
- Juegos Olímpicos de Verano: 2016 (Bronce), 2020 (Oro)
- Copa de Algarve: 2016
- Four Nations Tournament: 2015

### Individual

#### Universidad
- Hermann Trophy: Finalista: 2017, 2019[2]
- First-team All-American: 2017, 2019
- Third-team All-American: 2016

#### Internacional
- Balón de Oro del Campeonato Sub-17 de la Concacaf: 2013
- Mejor XI del Campeonato Sub-17 de la Concacaf: 2013
- Jugadora Canadiense del Año: 2021, 2022
- Jugadora Canadiense Sub-17 del Año: 2014
- Jugadora Canadiense Sub-20 del Año: 2015, 2016, 2017
- Mejor XI de la Concacaf: 2017
- Mejor XI del Premundial Femenino Concacaf: 2018
- Mejor Once de la Concacaf (IFFHS): 2022[3]